# Martin Lichtmesz
Martin Lichtmesz, in Abwandlung seines bürgerlichen Namens Martin Semlitsch (* 1976 in Wien), ist ein österreichischer Publizist, Übersetzer und Aktivist der Neuen Rechten.

## Leben
Martin Semlitsch wurde 1976 in Wien geboren. Unter dem Pseudonym Martin Lichtmesz gehört er zu den Autoren im Umfeld des vom Landesverfassungsschutz Sachsen-Anhalt als gesichert rechtsextrem eingestuften Instituts für Staatspolitik. Er tritt dabei als Autor, Übersetzer und Herausgeber des als rechtsextremer Verdachtsfall geführten Verlags Antaios sowie der neurechten Zeitschrift Sezession auf. Nach eigenen Angaben hat er an einer deutschen Filmakademie studiert und lebt inzwischen, nach mehreren Jahren in Berlin-Kreuzberg, wieder in Wien.
Martin Lichtmesz schrieb in der Vergangenheit u. a. für die rechtsextremen und neurechten Zeitschriften Neue Ordnung und eigentümlich frei. Er ist außerdem Autor und Regisseur des Kurzfilms Der Wald (2002), für den die Wiener Band Novy Svet die Musik beisteuerte.
Er war außerdem in der Schwarzen Szene aktiv (ein „Neofolk-Szenegänger“). Er hat der Szene den Rücken gekehrt, da er bedauert, dass die „große Zeit und Möglichkeit einer aus Neofolk erwachsenden rechten Bewegung nicht zuletzt durch den Druck von links gescheitert“ sei und sich somit keine rechte Subkultur habe durchsetzen können.

## Politische Positionen und Aktivitäten
Gudrun Hentges, Gürcan Kökgiran und Kristina Nottbohm zählen Martin Lichtmesz mit Götz Kubitschek, Felix Menzel und Johannes Schüller zu den zentralen Figuren der Identitären Bewegung in Deutschland. Noch bevor die Bewegung in Deutschland bekannt wurde, hätten die Verantwortlichen die Konzeption der französischen Bewegung übernommen, so die Beobachter. Nach Kellershohn verstehe sich Lichtmesz gar als „Sprachrohr der sog. ‚Identitären Bewegung‘“. In Sachen Zuwanderung zeichne er ein „apokalyptische[s] Bild“. Der „ideologische[] Stichwortgeber“ Lichtmesz sei der Identitären Bewegung Österreichs (IBÖ), die als rechtsextrem eingestuft wird, verbunden. Er und Kubitschek suchten die „Zusammenarbeit“ mit den „Identitären“, wie Kellershohn formulierte.
Martin Lichtmesz bzw. Semlitsch unterhält außerdem enge Kontakte zu rechten Akteuren im Ausland, so zum Beispiel zur Identitären Bewegung in Österreich, etwa zu Martin Sellner, zu Vertretern der amerikanischen Alt-Right wie Jared Taylor und anderen rechtsextremen Vereinigungen in Nord- und Osteuropa. 2012 besuchte er gemeinsam mit Götz Kubitschek den „Convent internationale“ des Bloc identitaire in Orange, Frankreich. Am 30. März 2019 trat Martin Lichtmesz als Redner auf dem rechtsextremistischen „Scandza Forum“ in Stockholm auf, auf dem auch die Ukrainerin Olena Semenyaka vom rechtsextremen Regiment Asow, die zuvor mit Hakenkreuz und Hitlergruß posierte, sprach.
Simone Rafael und Johannes Baldauf von der Amadeu Antonio Stiftung werfen Lichtmesz vor, auf dem Weblog der Sezession die Taten des Terroristen Anders Behring Breivik zu entschuldigen und implizites Verständnis dafür zu äußern. Lichtmesz würde den Täter „zum Opfer der Gesellschaft“ umdeuten und damit einen angeblichen „Zivilisationsverfall“ der Gesellschaft für das Attentat Anders Behring Breiviks mitverantwortlich machen. Gemeinsam mit Manfred Kleine-Hartlage hat Lichtmesz 2011 den Sammelband Europa verteidigen mit Essays des norwegischen Bloggers Fjordman herausgegeben, auf den sich der Rechtsterrorist Anders Behring Breivik berief.
Ines Aftenberger attestiert Martin Lichtmesz, gegen den Begriff der Menschenwürde zu polemisieren. Sie bezieht sich dabei auf Lichtmesz’ Aussagen, dass die „Annahme, dass das Postulat der unbedingten Menschenwürde des Einzelnen voraussetzt, dass alle Menschen ‚gleichwertig‘ seien“, ein „Irrtum“ sei. Daher sei es laut Lichtmesz „problematisch, von der Menschenwürde zu sprechen, als sei sie eine voraussetzungslose Gegebenheit“. „Der Himmel selbst“ sei „hierarchisch geordnet und keineswegs eine Ansammlung von Gleichen“.
Lichtmesz tritt auch als Übersetzer „französische[r] Schlüsselwerke der identitären Literatur“ (Volker Weiß) hervor, etwa von Werken von Jean Raspail und Renaud Camus; Weiß rechnet ihn zu den österreichischen Identitären.
Volker Weiß befand 2012 hinsichtlich des Sammelbands Europa verteidigen, dass „Lichtmesz und [...] Kleine-Hartlage als Verfechter der ‚konservativen Revolution‘ in Deutschland in einschlägigen Zirkeln zwischen den Zeitschriften ‚Junge Freiheit‘, ‚Sezession‘ und der Pro-Bewegung präsent“ verkehrten. Beide teilten die „politische Agenda“ des Bloggers Fjordman und bemühten sich in ihren Kommentierungen um dessen „Rettung“. Überdies sei für Lichtmesz 1945 mit dem Sieg der Alliierten eine „Krankheit“ nach Europa eingedrungen, als Symptome nenne er Geburtenrückgang, Geschichtsverlust, Finanzmärkte sowie Verschwinden von Familienwerten und gewachsenen Strukturen und mache dafür jene verantwortlich, die nach seinen Worten „heute die Regierungen der Welt kontrollieren und vor sich hertreiben“. Lichtmesz kritisiere daher auch eine Islamfeindschaft wie von Michael Stürzenberger, da diese seiner Ansicht nach nur zu „Surrogat-Identitäten wie die liberalen Allgemeinheiten oder blindes USA- oder Israel-Partisanentum“ führe. Aufgrund dieser Ansichten attestiert Volker Weiß Martin Lichtmesz deshalb eine „antiuniversalistische Ideologie mitsamt ihren Unterformen Antimarxismus, Antiliberalismus und Antisemitismus“. Überdies habe Lichtmesz „eine ausgesprochene Schwäche für [...] einen antizivilisatorischen Hypermaskulinismus“.
Der Rechtsextremismusforscher Helmut Kellershohn vom Duisburger Institut für Sprach- und Sozialforschung (DISS) rechnet ihn dem „jungkonservativen Lager“ zu.

### Antisemitismus
Laut Volker Weiß warf Martin Lichtmesz der jüdischen Leiterin der Amadeu Antonio Stiftung, Anetta Kahane, vor, „Deutschland ‚umrassen, umvolken‘ zu wollen, als diese die geringe Diversität im Straßenbild der ehemaligen DDR thematisierte. Im Verlauf der Auseinandersetzung sprach er ihr ab, eine ‚Weiße‘ zu sein, und schrieb, Kahane zähle sich ‚zu einer anderen Mischpoke‘. Damit griff er das seit dem 19. Jahrhundert bekannte Motiv des Juden als ‚weißen N*‘ [sic!] auf, wie es durch den Antisemiten Bruno Bauer vertreten wurde.“
2015 sprach Lichtmesz von einer „Holocaust-Zivilreligion“ und „nationalem Selbsthaß“; 2012 behauptete er, dass die NSU-Mordserie als eine Art Druckmittel zu einem „Microholocaust“ aufgebauscht werde.

## Rezeption

### Kann nur ein Gott uns retten?
2015 nannte der Redakteur Gerhard Lechner (Wiener Zeitung) sein Buch Kann nur ein Gott uns retten? ein „aufrichtiges, ein schönes, ein großartiges Buch“. Es sei „über weite Strecken ein Klagelied über ein Europa, das sich selbst aufgibt, das den Kontakt zu seinen kulturellen und spirituellen Wurzeln verloren hat“. In einer späteren Ausgabe kritisierte Elisabeth Litwak – im Namen einer Wiener Gruppierung der Antifa – die Rezension Lechners, weil Lichtmesz ein „amtsbekannter Rechtsextremer“ sei.

### Mit Linken leben
Der Literaturkritiker Ijoma Mangold schrieb in der Zeit, dass das Buch Mit Linken leben viele blinde Flecken habe, es habe aber auch einen scharfen Blick für die blinden Flecken der linksliberalen Öffentlichkeit. Dass Sommerfeld und Lichtmesz allerdings allen, die ihre Positionen zurückweisen und bekämpfen, das Etikett „links“ anhängen, sei der Punkt, an dem sie es sich am entschiedensten zu einfach machen würden. Man müsse durchaus manchmal lachen, wenn man Mit Linken leben liest. Der homerische Witz von Mit Rechten reden (von Per Leo, Maximilian Steinbeis und Daniel-Pascal Zorn) aber springe dann doch weiter und höher und unterscheide sich auch in puncto intellektueller Redlichkeit, denn während Mit Linken leben seinen ätzenden Witz ausschließlich mit Blick auf den nicht-rechten Gegner zum Einsatz bringe, würde Mit Rechten reden die rhetorischen und medialen Rituale von Rechten und Nichtrechten gleichermaßen unter die Lupe nehmen. Die immer wiederkehrende Rede von „Schuldkult“ und vom „Nationalmasochismus“ sei der größte blinde Fleck im Denken der Rechten. Sie würden nicht sehen, dass der Umgang der Deutschen mit ihrer historischen Schuld ein souveräner, reflektierter und deshalb selbstbewusster sei. Die Auseinandersetzung damit sei kein Masochismus, sondern Geschichtsbewusstsein.
Tilman Krause urteilte in der Welt: „Wer jemals einen Blick in das witzige Brevier ‚Mit Linken leben‘ von Caroline Sommerfeld und Martin Lichtmesz geworfen hat, kann nur respektvoll den Hut ziehen, wie gut die Autoren ihre linken Pappenheimer kennen.“

## Schriften (Auswahl)

### Monografien
- Besetztes Gelände. Deutschland im Film nach ’45 (= Kaplaken. 22). Edition Antaios, Schnellroda 2010, ISBN 978-3-935063-92-0.
- Die Verteidigung des Eigenen. Fünf Traktate (= Kaplaken. 28). Edition Antaios, Schnellroda 2010, ISBN 978-3-935063-98-2.
- Kann nur ein Gott uns retten? glauben, hoffen, standhalten. Verlag Antaios, Schnellroda 2014, ISBN 978-3-944422-00-8.
- Ich bin nicht Charlie. Meinungsfreiheit nach dem Terror (= Kaplaken. 45). Verlag Antaios, Schnellroda 2015, ISBN 978-3-944422-45-9.
- Die Hierarchie der Opfer (= Kaplaken. 51). Verlag Antaios, Schnellroda 2017, ISBN 978-3-944422-51-0.
- Mit Linken leben. Verlag Antaios, Schnellroda 2017, ISBN 978-3-944422-96-1 (zusammen mit Caroline Sommerfeld).
- Rassismus – Ein amerikanischer Alptraum (= Kaplaken. 57).  Verlag Antaios, Schnellroda 2018, ISBN 978-3-944422-57-2.
- Ethnopluralismus. Kritik und Verteidigung. Verlag Antaios, Steigra 2020, ISBN 978-3-944422-74-9.
- Mit Martin Sellner: Bevölkerungsaustausch und Great Reset (= Kaplaken. 80). Verlag Antaios, Steigra 2022, ISBN 978-3-949041-80-8.
- Smarte Welt (= Kaplaken. 97). Verlag Antaios, Schnellroda 2025, ISBN 978-3-949041-97-6.

### Herausgeberschaft
- Fjordman: Europa verteidigen. Zehn Texte. Edition Antaios, Schnellroda 2011, ISBN 978-3-935063-66-1 (Zusammen mit Manfred Kleine-Hartlage).
- Nationalmasochismus. Verlag Antaios, Schnellroda 2018, ISBN 978-3-944422-86-2 (Zusammen mit Michael Ley, u. a. mit Beiträgen von Michael Klonovsky, Andreas Unterberger, Siegfried Gerlich, Tilman Nagel).

### Beiträge in Sammelbänden
- Tödliche Krankheiten. Über Todeskultur, Dekadenz und Kulturpessimismus. In: Heiko Luge (Hrsg.): Grenzgänge. Liber amicorum für den nationalen Dissidenten Hans-Dietrich Sander. Ares-Verlag, Graz 2008, ISBN 978-3-902475-60-2, S. 116 ff.
- Vom Rüschenhemd zur Uniform. In: Alexander Nym (Hrsg.): Schillerndes Dunkel. Geschichte, Entwicklung und Themen der Gothic-Szene. Plöttner Verlag, Leipzig 2010, ISBN 978-3-941848-16-0, S. 373 ff.
- Buntheit und Vielfalt. In: Werner Reichel (Hrsg.): Infantilismus. Der Nanny-Staat und seine Kinder. Frank&Frei-Verlag, Wien 2016, ISBN 978-3-9504081-6-4
- Feinde des Volkes, Feinde der Demokratie? Notizen zu Jan-Werner Müllers Essay „Was ist Populismus?“ In: Christian Günther & Werner Reichel (Hrsg.): Populismus. Das unerhörte Volk und seine Feinde. Frank&Frei-Verlag, Wien 2017, ISBN 978-3-9504081-9-5

### Übersetzungen
- Aus dem Französischen: Jean Raspail: Das Heerlager der Heiligen. [Roman]. Verlag Antaios, Schnellroda 2015, ISBN 978-3-944422-12-1.
- Aus dem Französischen: Renaud Camus: Revolte gegen den Großen Austausch. Verlag Antaios, Schnellroda 2016, ISBN 978-3-944422-23-7.
- Aus dem Englischen: Jack Donovan: Der Weg der Männer. Mit einer weiteren Zugabe von Raskolnikow. Verlag Antaios, Steigra 2016, ISBN 978-3-944422-24-4.
- Aus dem Französischen: Alain de Benoist: Carl Schmitts „Land und Meer“. Verlag Antaios, Schnellroda 2019, ISBN 978-3-944422-60-2.
- Aus dem Französischen: Guillaume Faye: Ein Tag im Leben des Dimitri Leonidowitsch Oblomow. Eine Chronik aus dem Zeitalter des Archäofuturismus. Jungeuropa Verlag, Dresden 2020, ISBN 978-3-948145-06-4.